# Casa Gustau Peyra
Casa Gustau Peyra és una obra de Barcelona inclosa a l'Inventari del Patrimoni Arquitectònic de Catalunya.

## Descripció
La Casa Gustau Peyra està ubicada a l'illa del districte de l'Eixample delimitada pels carrers Provença, Balmes, Mallorca i la Rambla de Catalunya. Disposa d'una única façana exterior afrontada al carrer Diputació, des d'on es produeix l'accés principal, i una façana interior afrontada al pati de l'illa.
Es tracta d'un edifici entre mitgeres de planta rectangular, amb una estructura en alçat que comprèn semisoterrani, entresòl, principal, tres plantes pis i terrat transitable. L'accés principal dona pas a una zona de vestíbul i a un celobert central rectangular en el qual s'hi localitza l'escala noble, l'escala de veïns i l'ascensor.
La façana és estructurada en tres eixos verticals, formant una composició axial al voltant de l'accés principal, eix amb doble d'amplada respecte als eixos laterals.
La planta baixa, íntegrament realitzada amb parament de pedra, està resolta amb semisoterrani i entresòl, obrint-se al carrer per mitjà de tres portals emmarcats per columnes. El portal central, de gran alçada, dona accés a un ampli vestíbul. Els portals laterals resten dividits en dos alçades, amb un petit portal que mena al semisoterrani, i un finestral coronat per un arc trilobulat, que dona llum a l'entresòl. A la resta de la façana, recoberta per un estuc especejat imitant carreus, sobresurt la doble tribuna central, amb tres arcs trilobulats al principal i un gran arc conopial al primer pis. Alhora, la tribuna fa de llosana del balcó de la segona planta pis. Els balcons de la planta principal i el que corona la tribuna estan tancats per baranes de pedra amb una elaborada decoració, mentre que la resta tenen baranes de ferro forjat. A l'última planta cal ressaltar la falsa obertura triforada, amb tres arcs apuntats i dos mainells de pedra, ornats a l'interior per un esgrafiat de temàtica vegetal. El coronament de l'edifici es soluciona mitjançant merlets i baranes de ferro forjat.
El vestíbul i el celobert central és l'espai més interessant de l'interior de l'immoble. S'hi accedeix a través de la porta principal a un ample vestíbul que mena a un celobert cobert per una claraboia. En aquest espai, a l'esquerra, arrenca la monumental escala noble que porta al pis principal, amb el seu tram principal cobert per una galeria goticitzant de doble alçada. Al fons d'aquest celobert trobem l'escala de veïns i l'ascensor.